# Force démocrate (Frankrijk)
De Force démocrate (FD; Nederlands: Democratische kracht) was een centristische politieke partij in Frankrijk, die op 25 november 1995 ontstond na de fusie van het Centre des démocrates sociaux (CDS) met de Parti social-démocrate (PSD). 

## Geschiedenis
Génération en mouvement, een afsplitsing van de groene Génération écologie, sloot zich op 12 oktober 1996 ook bij de FD aan. De Force démocrate werd vanaf 25 november 1995 door François Bayrou geleid, die voordien voorzitter van het Centre des démocrates sociaux was geweest. 
Zolang als de Force démocrate bestond was het de grootste partijen binnen de Union pour la démocratie française (UDF), de belangrijkste centrumpartij van het land. De andere partij, de Parti républicain of daarvan de opvolger Démocratie libérale (DL), tot dan toe het grootst binnen de UDF, boette sinds het ontstaan van de FD sterk aan invloed in. Bayrou, die behalve de FD ook de UDF leidde, raakte in conflict met Alain Madelin, de leider van DL, omdat de Démocratie libérale in 1996 de officiële kandidaat van de UDF om voorzitter van de partij te worden, François Léotard, weigerde te steunen. Toen Madelin geen bezwaar had om lokale lijstverbindingen met het Front national aan te gaan, liep het conflict met de partijleiding van de UDF zo hoog op dat DL zich van de UDF afsplitste en een zelfstandig bestaan verkoos. De minderheid van DL-parlementariërs die weigerden om Madelin te volgen, vormden de Pôle républicain indépendant et libéral (PRIL).
De Force démocrate won bij de parlementsverkiezingen van 1997 als onderdeel van de Union pour la démocratie française 43 zetels, de UDF in geheel 112 zetels van de 577 in de Nationale Vergadering.
De Union pour la démocratie française werd op 29 november 1998 van een federale partij in een eenheidspartij omgezet. De FD en de PRIL werden opgeheven. De oud-leden van de beide partijen werden vervolgens rechtstreeks lid van de UDF, die daarna van naam veranderde in Nouvelle UDF. Bayrou werd de voorzitter van die nieuwe partij.